# Coussarea liesneri
Coussarea liesneri är en måreväxtart som beskrevs av Julian Alfred Steyermark. Coussarea liesneri ingår i släktet Coussarea och familjen måreväxter. Inga underarter finns listade i Catalogue of Life.